# Caméra d'Afrique
Pour plus de détails, voir Fiche technique et Distribution.
Caméra d'Afrique est un documentaire tunisien réalisé par Férid Boughedir et sorti en 1983.
Il est présenté au Festival de Cannes 1983 dans la sélection Un certain regard. Une version restaurée est diffusée au Festival de Cannes 2019 dans la sélection Cannes Classics.

## Synopsis
Le film propose un retour sur vingt ans de cinéma africain.

## Fiche technique
- Réalisation : Férid Boughedir
- Scénario : Férid Boughedir
- Photographie : Georges Caristan
- Montage : Andrée Davanture
- Pays d'origine :  Tunisie
- Langue originale : français
- Format : couleur
- Genre : documentaire